# بودابيست (ميزوري)
بودابيست (بالإنجليزية: Budapest)‏ هي إحدى المجتمعات الفردية (غير مصنفة) في ولاية ميزوري في الولايات المتحدة الأمريكية.